# Корасон (вулкан)
Корасон (исп. Corazón, дословно Сердце) — неактивный стратовулкан в Эквадоре. Высота вершины 4784 метра над уровнем моря.

## Физико-географическая характеристика
Вулкан Корасон расположен на юге провинции Пичинча, в отроге Анд Западная Кордильера в Эквадоре. Столица Эквадора Кито расположена в 40 километрах на северо-северо-восток от вулкана. В 15 километрах на юго-запад от вулкана Корасон расположен вулкан Ильиниса (5248 метров над уровнем моря). Западная сторона вершины покрыта снегом круглый год. Самая высокая точка вулкана расположена на краю кратера. Вулкан расположен на севере национального парка, в хорошую погоду его видно из Кито.
С вершины вулкана открывается вид на другие вулканы: Ильиниса, Котопахи, Руминьяви, Пасочоа.
Есть версия, что название вулкана происходит от имени каменного великана из ацтекской легенды, в переводе на испанский язык записанного как Corazón de Lumbre (Сердце Огня), который сражался против варваров. В легенде также упоминается сильное землетрясение и извержение вулкана. По другой версии, вулкан получил своё название из-за характерной формы: с некоторых точек обзора он напоминает сердце.
На вершину ведут 2 маршрута, один средней категории (T3), другой более сложный (T4-T5).